# Sputnik (càmera fotogràfica)
La càmera estereoscòpica russa Sputnik, en ciríl·lic CNYTHNK (la traducció significa quelcom similar a "Companya de viatges"), és l'única càmera de mig format (pel·lícula de 120mm amb negatius de 6x6cm) estereoscòpica produïda en massa després de l'any 1960. Es tracta d'una càmera reflex estereoscòpica de tres òptiques que captava imatges a través del sistema "stereo-pair". Podia albergar una pel·lícula de 6 "stereo-pairs" en un cel·luloide de 120. El 3D s'aconsegueix a través de captar dues imatges en el mateix moment i veient els resultats a través d'un visor especial, que venia amb el kit original.

## Funcionament
La construcció de la càmera tenia molts errors els quals suposaven un rendiment inferior a l'esperat de la càmera. Aquests errors de disseny, consistien bàsicament en reflexes indesitjats, la translució de la llum a través de la carcassa de baquelita de la càmera tot provocant imatges altament contrastades i la fragilitat de la carcassa de la càmera, fent que fos un estri molt delicat.
L'enfocament es realitza a través de la tercera òptica de la càmera i podem veure el que la càmera està captant a través d'un visualitzador poc adequat per al treball que fa la càmera. Tot i aquests defectes de disseny, els resultats que produeix són més que satisfactoris, no són imatges especialment bones per separat però en dur a terme el visionament estereoscòpic es converteixen en una molt bona imatge en 3D.

## Especificacions
El cos de la càmera estava fet de baquelita, i el cos de la càmera original, incloïa un adaptador per a trípode. Incorpora un visor òptic que trobem sota una coberta superior de metall lleuger. La 3a òptica (la de visualització) té un radi d'obertura d'1:2.8, considerablement més lluminós que les òptiques que realitzen la fotografia, és per això que la lent del mig va ser emprada per a l'enfocament.
Les velocitats d'obturació eren totalment personalitzables, la càmera disposava d'un mode 1/250, un 1/100, d'un 1/50, un 1/10 i un mode Bulb el qual permetia triar el temps d'exposició preferit.
| Configuració de la escala de distancia en metres | Profunditat de camp, a obertura X | Profunditat de camp, a obertura X | Profunditat de camp, a obertura X | Profunditat de camp, a obertura X | Profunditat de camp, a obertura X | Profunditat de camp, a obertura X |
| Configuració de la escala de distancia en metres | f/4.5                             | f/5.6                             | f/8                               | f/11                              | f/16                              | f/22                              |
| ------------------------------------------------ | --------------------------------- | --------------------------------- | --------------------------------- | --------------------------------- | --------------------------------- | --------------------------------- |
| ~                                                | 18.0 - ~                          | 11.0 - ~                          | 8.5 - ~                           | 6.0 - ~                           | 4.5 - ~                           | 3.3 - ~                           |
| 10                                               | 7.0 - 20.0                        | 6.0 - 30.0                        | 5.0 - ~                           | 4.0 - ~                           | 3.3 - ~                           | 2.5 - ~                           |
| 5                                                | 3.9 - 7.0                         | 3.7 - 9.0                         | 3.4 - 12.0                        | 2.9 - 17.0                        | 2.5 - ~                           | 2.0 - ~                           |
| 3                                                | 2.8 - 3.7                         | 2.6 - 3.9                         | 2.3 - 4.5                         | 2.2 - 6.0                         | 1.8 - 11.0                        | 1.7 - 30.0                        |
| 2.5                                              | 2.2 - 2.9                         | 2.1 - 3.1                         | 1.9 - 3.5                         | 1.8 - 4.0                         | 1.6 - 5.0                         | 1.4 - 8.0                         |
| 2.0                                              | 1.8 - 2.3                         | 1.8 - 2.3                         | 1.7 - 2.6                         | 1.6 - 2.8                         | 1.4 - 3.5                         | 1.2 - 4.0                         |
| 1.5                                              | 1.4 - 1.7                         | 1.4 - 1.7                         | 1.3 - 1.8                         | 1.2 - 2.0                         | 1.2 - 2.2                         | 1.0 - 2.8                         |
| 1.3                                              | 1.2 - 1.5                         | 1.2 - 1.5                         | 1.1 - 1.6                         | 1.1 - 1.7                         | 1.0 - 1.9                         | 0.9 - 2.2                         |

## Visualització
L'anteriorment anomenat sistema "stereo-pair" consistia en la presa de dues imatges simultàniament per tal de després poder visualitzar una sola imatge en tres dimensions. Aquest sistema té dos tipus de visualitzacions: la visualització d'ulls creuats i la visualització "wide eyed".
A la visualització d'ulls creuats, la fotografia corresponent a l'ull esquerre se situa en el cantó dret i es fa el mateix procés a la inversa. Finalment, queden dues imatges juntes canviades respecte a la seva visió natural.
La visualització "wide eyed", consisteix en el posicionament de les imatges en el mateix ordre en el qual s'han pres a la realitat, i en aquest procés de visualització, l'usuari ha de divergir els ulls per tal de poder veure la imatge correctament en 3D.